# Kazuo Uchida
Kazuo Uchida (jap. 内田 一夫 Uchida Kazuo; ur. 18 kwietnia 1962) – japoński piłkarz.

## Kariera trenerska
Pracował jako trener w Ventforet Kofu i Reprezentacja Guamu w piłce nożnej mężczyzn.